# SC Kreuzlingen
Der Schwimmclub Kreuzlingen ist ein Schweizer Schwimmclub aus Kreuzlingen im Kanton Thurgau. Der Verein setzt sich aus den 3 Abteilungen Schwimmen, Schwimmschule und Wasserball zusammen.

## Abteilungen
Wassersport hat eine grosse Tradition in Kreuzlingen. Seit Jahrzehnten gehört der SC Kreuzlingen zu den aktivsten und erfolgreichsten Sportvereinen der Stadt.
Beim SC Kreuzlingen werden die beiden olympischen Sportarten Schwimmen und Wasserball angeboten. Immer wieder glänzen die Aktiven des SC Kreuzlingen mit grossen Erfolgen, seien es die Wasserballer in der Nationalliga A als 11‑facher Schweizermeister und 9-facher Cupsieger oder die Schwimmer mit unzähligen Medaillen bei nationalen und regionalen Titelkämpfen. Besonders viel Gewicht wird beim SC Kreuzlingen auf die Nachwuchsförderung gelegt, wofür professionelle Trainer angestellt wurden.
Der SC Kreuzlingen betreibt aber auch eine eigene Schwimmschule mit einem grossen Angebot an Kursen für Kinder und Erwachsene. Genauere Informationen zur Schwimmschule und den Schwimm- und Wasserballabteilungen findet man mit einem Klick auf die entsprechenden Rubriken.
Zu einem der Steckenpferden des SC Kreuzlingen gehört die Abteilung für Wasserball. Die Wasserballer des SC Kreuzlingen gehören schon seit über 15 Jahren mit insgesamt zehn Meistertiteln zu den Topvereinen in der höchsten Schweizer Spielklasse National League A.